# Мазрес
Мазрес (перс. مزرس) — село в Ірані, у дегестані Дашт-е Сар, у бахші Дабудашт, шагрестані Амоль остану Мазендеран. За даними перепису 2006 року, його населення становило 490 осіб, що проживали у складі 126 сімей.

## Клімат
Середня річна температура становить 16,77 °C, середня максимальна – 30,82 °C, а середня мінімальна – 3,44 °C. Середня річна кількість опадів – 806 мм.
| Клімат поселення                              | Клімат поселення | Клімат поселення | Клімат поселення | Клімат поселення | Клімат поселення | Клімат поселення | Клімат поселення | Клімат поселення | Клімат поселення | Клімат поселення | Клімат поселення | Клімат поселення | Клімат поселення |
| Показник                                      | Січ.             | Лют.             | Бер.             | Квіт.            | Трав.            | Черв.            | Лип.             | Серп.            | Вер.             | Жовт.            | Лист.            | Груд.            |                  |
| Середній максимум, °C                         | 11,29            | 11,76            | 14,38            | 19,88            | 23,60            | 27,57            | 30,67            | 30,82            | 28,07            | 23,42            | 18,00            | 13,82            |                  |
| Середня температура, °C                       | 7,37             | 7,84             | 10,46            | 15,98            | 19,70            | 23,66            | 25,93            | 26,07            | 23,32            | 18,66            | 13,24            | 9,07             |                  |
| Середній мінімум, °C                          | 3,44             | 3,92             | 6,54             | 12,07            | 15,77            | 19,73            | 21,18            | 21,32            | 18,58            | 13,91            | 8,50             | 4,33             |                  |
| Норма опадів, мм                              | 88               | 67               | 59               | 29               | 26               | 23               | 20               | 46               | 86               | 138              | 118              | 106              |                  |
| Середньомісячна швидкість вітру, м/с          | 1.82             | 2.40             | 2.47             | 2.40             | 2.30             | 2.47             | 2.64             | 2.13             | 1.99             | 1.82             | 1.81             | 1.83             |                  |
| Середньомісячна сонячна радіація, кДж/м²·день | 8460             | 10619            | 12642            | 15911            | 19860            | 21697            | 21778            | 19015            | 15594            | 12284            | 9750             | 7989             |                  |
| --------------------------------------------- | ---------------- | ---------------- | ---------------- | ---------------- | ---------------- | ---------------- | ---------------- | ---------------- | ---------------- | ---------------- | ---------------- | ---------------- | ---------------- |
| Джерело:                                      |                  |                  |                  |                  |                  |                  |                  |                  |                  |                  |                  |                  |                  |